# Nemoraea echinata
Nemoraea echinata là một loài ruồi trong họ Tachinidae.